# حقوق الإنسان في بيلاروس

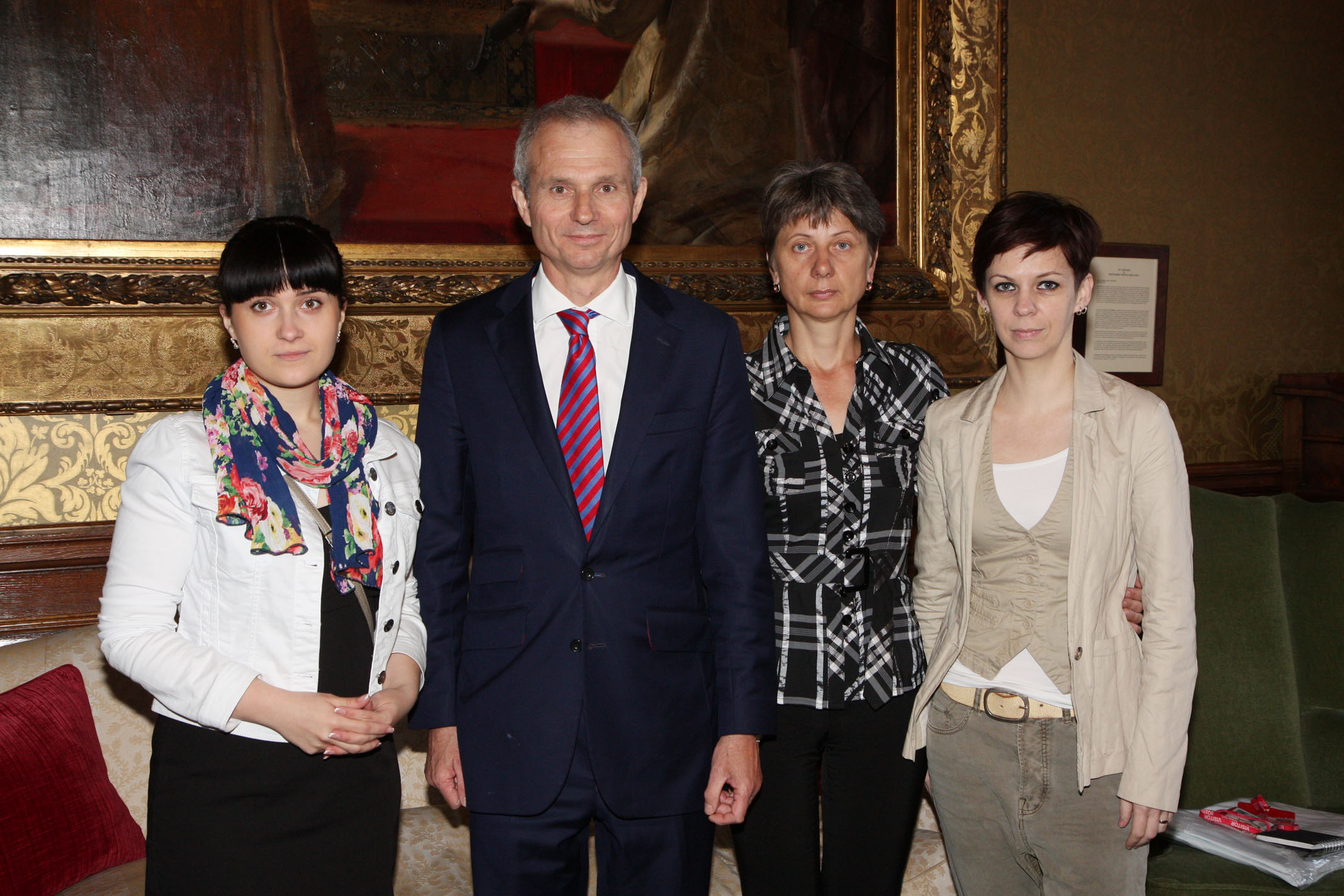
صوره مرتبطه بالمقال

وُصفت حقوق الإنسان في بيلاروسيا بأنها «رديئة». وتُنتقد الحكومة البيلاروسية بسبب انتهاكات حقوق الإنسان، واضطهادها للمنظمات غير الحكومية، والصحفيين المستقلين والأقليات القومية، والمعارضين السياسيين. صنّفت وزيرة الخارجية الأمريكية السابقة كونداليزا رايس بيلاروس في شهادة أمام لجنة مجلس الشيوخ الأمريكي للعلاقات الخارجية على أنها «واحدة من ستة مراكز للاستبداد في العالم».
وسجل مركز فياسنا لحقوق الإنسان سجينين سياسيين محتجزين في بيلاروس عام 2017 في انخفاض للعدد الذي كان 11 في عام 2016.
وصف الرئيس ألكسندر لوكاشينكو نفسه بأنه يتمتع «بأسلوب حكم استبدادي». وقد وصفت الدول الغربية بيلاروس في ظل حكم لوكاشينكو بأنها ديكتاتورية، واتهمت الحكومة القوى الغربية ذاتها بمحاولة عزل لوكاشينكو.
منع مجلس أوروبا بيلاروس من العضوية منذ عام 1997 بسبب مخالفات التصويت والانتخابات غير الديمقراطية، في الاستفتاء الدستوري والانتخابات التكميلية النيابية في نوفمبر عام 1996. وفرضت الولايات المتحدة والاتحاد الأوروبي عقوبات شخصية على العشرات من مسؤولي الحكومة البيلاروسية المسؤولين عن القمع السياسي والاختفاء القسري ونشر الأكاذيب والتزوير الانتخابي.

## التشريعات البيلاروسية وموقف الحكومة الرسمي من حقوق الإنسان

### دستور بيلاروس وحقوق الإنسان
صِيغ الدستور الحالي في عام 1994 وعُدل في عام 1996 ومن ثم في عام 2004 بعد سلسلة الاستفتاءات المثيرة للجدل التي رافقتها احتجاجات جماهيرية للمعارضة، واعتقالات للناشطين، والتي انتقدها الغرب باعتبارها غير ديمقراطية.
يركز دستور بيلاروس على ثلاث عناصر رئيسية:
- تنظيم الحقوق والحريات.
- تأسيس آلية عمل جديدة للدولة.
- إعادة صياغة القوانين الجديدة ونظام قضائي جديد.

يكفل دستور بيلاروس الحقوق التالية لشعب بيلاروس:
- الحق في المعالجة الصحية (مجانية في مؤسسات الدولة).
- الحق في الرعاية الاجتماعية للمسنين والمرضى والمعوقين والعوائل بلا رواتب.
- الحق في التعليم العام والمجاني للجميع.
- الحق في التدريب المهني والتقني المجاني.

### موقف الرؤساء من حماية حقوق الإنسان في بيلاروس
صرح رئيس بيلاروسيا ألكسندر لوكاشينكو بأن الديكتاتورية في بلاده أمر مستحيل، مضيفًا أنه لا يقبل القيم الليبرالية التي يفرضها الغرب شخصيًا. وإن الدكتاتوريين الحقيقيين -وفقًا للوكاشينكو- هم الأميركيون.
صرح رئيس الدولة، خلال اجتماع مع رؤساء وسائل الإعلام التابعة لاتحاد الدول المستقلة، أن الحق في الحياة هو أهم حقوق الإنسان، وقصف العراق من قبل قوات الناتو متذرعة بادعاءات بعيدة الاحتمال، أن صدام حسين كان يمتلك أسلحة نووية منتهكًا إياها.
قال الرئيس البيلاروسي في صيف 2013، أن مراقبة إدوارد سنودن والتضييق عليه من الولايات المتحدة والاتحاد الأوروبي هو انتهاك لحقوق الإنسان.
كان ألكساندر لوكاشينكو عضوا في الحزب الشيوعي السوفييتي أثناء الاحتلال السوفيتي لبيلاروس، لكنه لم يكن عضوا في أي حزب قبل أول انتخابات رئاسية.

### جائزة رسمية لحماية حقوق الإنسان في بيلاروس
مُنح «وسام ترتيب الصداقة بين الشعوب» الرسمي «للمساهمة الشخصية الكبيرة في تطوير وإغناء الإمكانيات الروحية والفكرية لجمهورية بيلاروس [و] الالتزام بحماية حقوق الإنسان والمصالح الاجتماعية». الهدف العام من نظام الأوسمة البيلاروسي هو مكافأة «الأنشطة التي تهدف إلى تعزيز قوة الدولة [و] البسالة والجسارة خلال حماية الدولة».

## الحريات

### حرية الصحافة
صنفت منظمة مراسلون بلا حدود منذ عام 2000 بيلاروس في نهاية قائمة البلدان الأوروبية لمؤشر حرية الصحافة.
صنفت فريدم هاوس بيلاروس على أنها «لا تتمتع بالحرية» في جميع استطلاعاتها العالمية، منذ الاستطلاع «الحرية في العالم» عام 1998، وتقول المنظمة إن حكومة لوكاشينكو تقيد حرية الصحافة. تُخضع وسائل الإعلام الرسمية للرئيس، وتتعرض وسائل الإعلام للرقابة والمضايقة بشكل روتيني.
اعتُقل صحفيون في ظل حكم الرئيس الديكتاتوري ألكساندر لوكاشينكو مثل إيرينا خاليب وناتاليا رادينا وبافل شيريميت بسبب عملهم. واستُبعدت وسائل إعلام مقروءة مستقلة مثل ناشا نوفا من شبكات توزيع الدولة.

### الحرية الدينية
ليس اليهود هم الأقلية الوحيدة التي يُزعم انتهاك حقوقها الإنسانية في بيلاروس. ذكرت وكالة الأنباء أسوشيتد برس في 25 مارس عام 2004، أن هناك حظرا على العبادة المنزلية في البلاد وأن أعضاء أربع كنائس بروتستانتية قد طلبوا مؤخرا من الحكومة إلغاء قانون 2002 الذي يحظر عليهم العبادة في منازلهم، على الرغم من كونهم أعضاء في الديانات المسجلة قانونيا.
ذكرت صحيفة كريستيان بوست في مقال بتاريخ 21 أبريل 2005، أن الكنائس اللا طائفية والكاريزماتية تأثرت بشكل كبير بالقانون، إذ لا تملك أي من هذه الكنائس مبانيَ. واحتجت المنظمات البروتستانتية على الرقابة بسبب الحظر المفروض على استيراد المطبوعات دون موافقة المسؤولين الحكوميين.
تحوي الكتب المدرسية المستخدمة على نطاق واسع في المدارس البيلاروسية (منذ 2002) على آراء معادية للدين ومماثلة للتي تُدرّس في الاتحاد السوفييتي، وفقا للمنتدى 18:
لا يعلّم الدين المؤمن أن يسعى ليعيش حياة كريمة أو يقاتل من أجل حريته أو ضد الشر والقمع. من المفترض أن يُنفذ كل هذا من قبل قوى خارقة للطبيعة، ولا سيما الله. كل ما تبقى للمؤمن ليقوم به هو أن يكون المتوسل المثير للشفقة، وأن يتصرف كفقير أو عبد... وعود الدين بمنح الشخص كل ما يسعى إليه هي مجرد وهم وخداع.
ذكرت المنظمة أيضا أن هناك كنائس واجهت صعوبة في تسجيلها، مثل الكنائس البروتستانتية الكاريزماتية، والكنيسة اليونانية الكاثوليكية وكنائس الأرثوذكس المستقلة (كالتي لا تتبع للكنيسة الروسية الأرثوذكسية).
اتهمت الجماعات البروتستانتية حكومة بيلاروس بشن حملة لتلطيخ سمعتهم، وأخبرت وكالة الأنباء الكاثوليكية البولندية كي إي آي أنهم اتُهموا بكونهم جواسيس للغرب وأنهم موجهون كتضحية بشرية. ذكر موقع تشارتر 97 في يوليو عام 2004 أن المعمدانيين الذين احتفلوا بعيد الفصح مع المرضى في مستشفى في مدينة مازير غُرّموا وهُددوا بمصادرة ممتلكاتهم.
يعيش حوالي 4000 مسلم فقط في بيلاروس، ومعظمهم من عرق تتار ليبكا وهم من ذرية المهاجرين والسجناء في القرنين الحادي عشر والثاني عشر. وأُعيد تأسيس القسم الإداري للمسلمين في البلاد في عام 1994، بعد إبطاله في عام 1939.
يُمنع مسلمو الجماعة الأحمدية (الذين يعتبرون طائفة غير عنيفة) من ممارسة عقيدتهم بشكل علني في بيلاروس، ولهم وضع مماثل لجماعات مثل جماعة السيانتولوجيا وطائفة أوم شنريكيو. لم ترد تقارير رئيسية عن الاضطهاد الديني للمجتمع المسلم، ولكن أُعرب عن القلق من أن يصبح مسلمو بيلاروس أكثر عرضة للخطر بسبب الوضع في الشيشان وروسيا المجاورة.
اشتدت المخاوف في 16 أيلول/سبتمبر عام 2005 عندا فُجرت قنبلة خارج موقف حافلات، أسفر عن إصابة شخصين. انفجرت قنبلة خارج مطعم في 23 سبتمبر أسفرت عن إصابة حوالي 40 شخصا، ولم يكن المسلمون مشتبه بهم في الهجوم الأخير الذي صُنف «شغبًا«

## النظام القضائي

### عقوبة الإعدام
تعتبر بيلاروس الدولة الأوروبية الوحيدة التي ما زالت تطبق عقوبة الإعدام. وكانت الولايات المتحدة وبيلاروس الدولتين الوحيدتين من بين 56 دولة عضو في منظمة الأمن والتعاون في أوروبا، نفذتا عمليات إعدام خلال عام 2011.

## المساواة

### الميول الجنسية
أجازت بيلاروس المثلية الجنسية في عام 1994، ويواجه المثليون على الرغم من ذلك تمييزًا واسع النطاق.
جرت العديد من مسيرات «مواكب الفخر» في السنوات الأخيرة في مينسك. ونُظم موكب بارز في عام 2001 أثناء الانتخابات الرئاسية. وقد أُلغي مؤتمر لحقوق المثليين في عام 2004 بعد أن هددت السلطات بالقبض على المشاركين، وفقا لـ أوت ريج (منظمة لحقوق المثليين مقرها في بريطانيا). أُغلق أوسكار نادي المثليين الوحيد في البلاد في عام 2000 ومُنعت محاولات رابطة المساواة الجنسية «لامدا» في بيلاروس للحصول على تسجيل رسمي من قبل وزارة العدل.
أعلنت اللجنة الوطنية البيلاروسية لمكافحة الإباحية والعنف في 31 يناير عام 2005 أنها ستحجب موقعين للمثليين هما: .www.gaily.ru و www.qguis.ru إذ ادّعوا أنهما يحتويان على «بذاءة» و »إشارات إباحية»
زعمت منظمات المثليين والمثليات الروسية أن فشل موكب الفخر في عام 2000، ليس بسبب رهاب المثلية الذي ترعاه الدولة، وإنما بسبب رابطة المساواة الجنسية «لامدا» المنظمة للموكب، إذ ادّعت هذه المنظمات أن الرابطة سعت للدعاية في الخارج بدلا من التركيز على تعزيز حقوق المثليين الإنسانية في البلاد.
اتهم أعضاء الكنيسة البيلاروسية الأرثوذكسية اليونيسكو والأمم المتحدة ومنظمة الصحة العالمية بتشجيع الممارسات «المنحرفة» و «الشيطانية» كاستخدام الواقيات الذكرية والإجهاض، خلال مؤتمر استثنائي بعنوان «العواقب الوخيمة للمشاريع الدولية للتربية الجنسية» في عام 1999. ورد أن أحد الكهنة دعا «لإعدام جميع المثليين على الكرسي الكهربائي«.
ذكرت الرابطة الدولية للمثليين والمثليات في أغسطس عام 2004 أن السلطات البيلاروسية أدت لإلغاء مهرجان ثقافي للمثليين «مونبو» وسط تهديدات بالعنف، وطُرد الأجانب الذين شاركوا في أي أنشطة ذات صلة من البلاد. ويُزعم أن جماعات النازيين الجدد مارست ضغوطا على السلطات لإلغاء هذا الحدث، ووصف بيل شيلر منسق الشبكة الثقافية الدولية للمثليين والمثليات هذا الوضع:
«بينما تتقدم بقية أوروبا للأمام، تحاول الدولة الديكتاتورية الأخيرة في أوروبا دفع مجتمعها المثلي لمعسكر اعتقال على الطريقة النازية في ثلاثينيات القرن الماضي. يجب أن تستجيب السويد والحكومات الديمقراطية الأخرى في أوروبا للمضايقات والاضطهاد والعزلة الدولية للبشر».

## التمييز العرقي

### معاداة السامية
اتُهم ألكسندر لوكاشينكو بالإشادة بأدولف هتلر في مقابلة مع قناة إن تي في الروسية عام 1995، إذ قال::
«تاريخ ألمانيا هو نسخة من تاريخ بيلاروس. نشأت ألمانيا من تحت الأنقاض بفضل سلطة حازمة، ولم يكن كل شيء يرتبط بهذه الشخصية المشهورة، أدولف هتلر، سيئا. تطور النظام الألماني على مر «القرون وفي ظل حكم هتلر بلغ ذروته.
جاء هذا الادعاء في الأصل من قبل قناة التليفزيون الروسية إن تي في على أساس مقابلة أجراها لوكاشينكو مع صحيفة هاندلسبلات الألمانية، لم يرد ذكر هتلر فيها. قال الصحفي الذي أجرى المقابلة، ماركوس زينر: «اقتُطع شريط من المقابلة خارج السياق مع تسلسل التعليقات التي غيرتها وسائل الإعلام الروسية».
ذكر موقع تشارتر 97 إنه تعين على البيلاروسيين في عام 2004 توضيح جنسيتهم في بعض طلبات الوظائف الحكومية. واستُشهد بذلك كدليل على معاداة الدولة للسامية في المنطقة، إذ زُعم استخدام ممارسات مماثلة للتمييز ضد اليهود في الاتحاد السوفييتي. وتعين عليهم ذكر معلومات عن أسرهم وأقاربهم الحميميين، والذي يعتبر خرقا للدستور.
تطلب دول أخرى مثل المملكة المتحدة من المتقدمين ذكر انتمائهم العرقي في نماذج الطلبات في كثير من الحالات، على الرغم من أن استخدام هذه المعلومات يكون فقط لأغراض إحصائية.